# Schwobsheim
Schwobsheim település Franciaországban, Bas-Rhin megyében. Lakosainak száma 325 fő (2022. január 1.). Schwobsheim Artolsheim, Baldenheim, Bœsenbiesen, Richtolsheim, Sundhouse és Wittisheim községekkel határos.

## Népesség
A település népessége az elmúlt években az alábbi módon változott:
| Lakosok száma | 336  | 324  | 332  | 323  | 325  | 327  | 329  | 327  | 325  |
|               | 2013 | 2015 | 2016 | 2017 | 2018 | 2019 | 2020 | 2021 | 2022 |